# إدوارد ستيتنيوس
 إدوارد ستيتنيوس (بالإنجليزية: Edward Stettinius)‏ هو وزير الخارجية الولايات في عهد الرئيسين فرانكلين روزفلت وهاري ترومان وخدم من 1944-1945 وكان سفير البلاد في الأمم المتحدة بين عامي 1945 و1946.

## روابط خارجية
- إدوارد ستيتنيوس على موقع الموسوعة البريطانية (الإنجليزية)
- إدوارد ستيتنيوس على موقع مونزينجر (الألمانية)
- إدوارد ستيتنيوس على موقع إن إن دي بي (الإنجليزية)